# Het verhaal van Ram

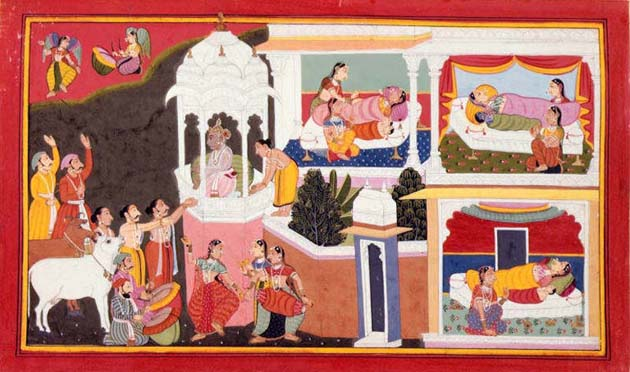
De geboorte van de vier zonen van Dasarath, 1712

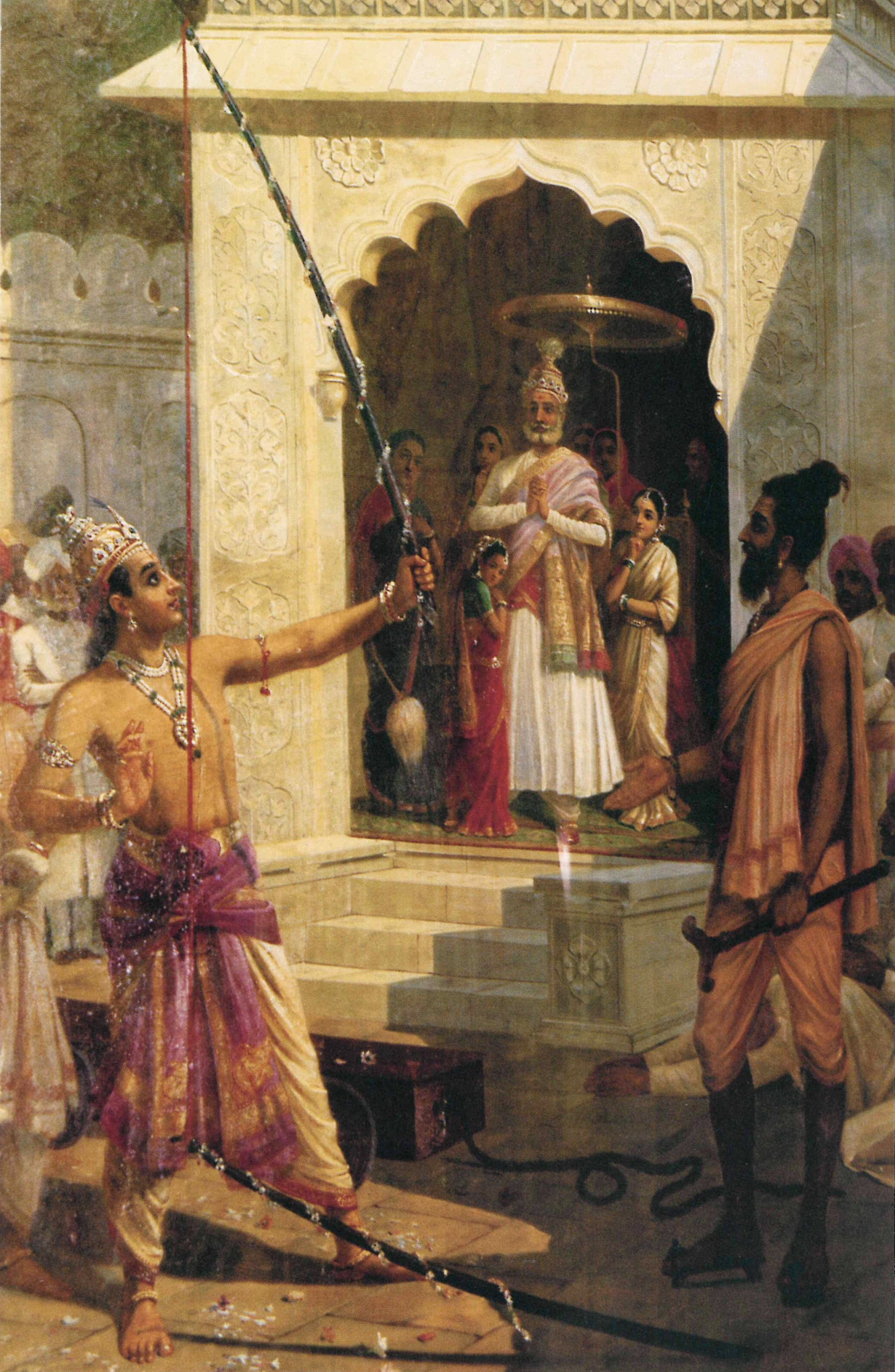
Ram breekt de boog van Shiva en wint zo Sita als bruid.

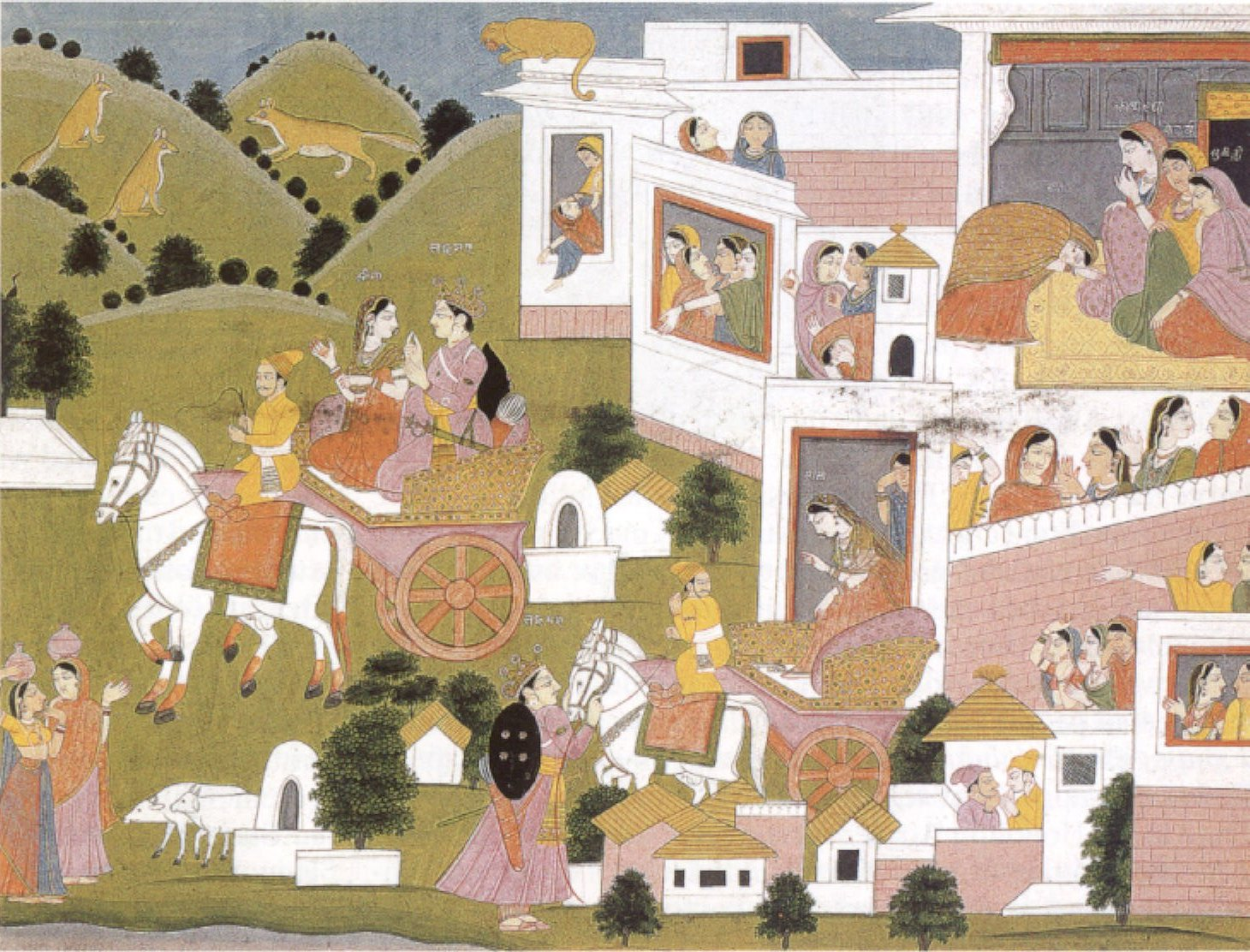
Rama, Sita en Lakshmana verlaten Ayodhya, 19e eeuw

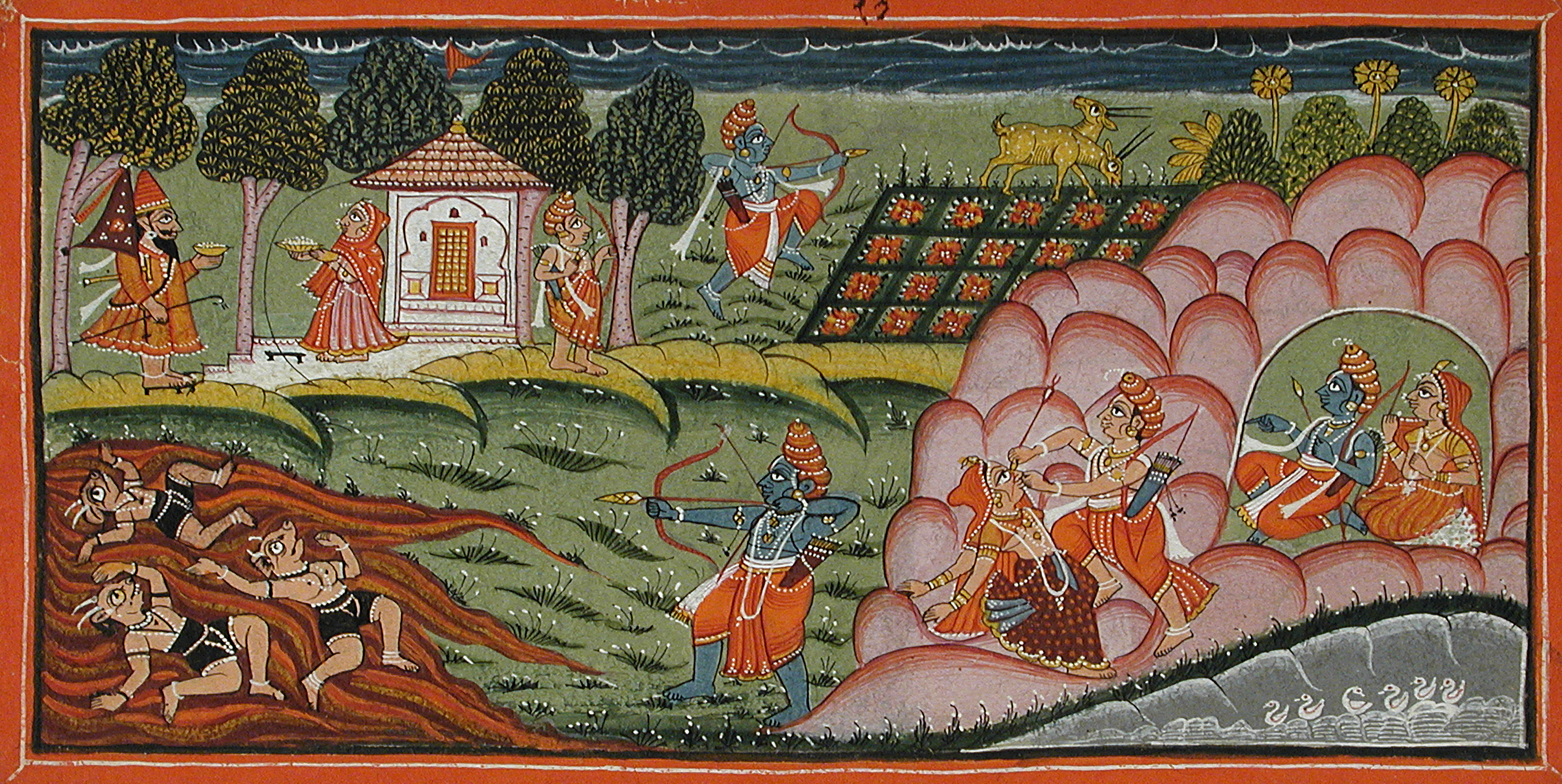
De gebeurtenissen in het bos Panchavati. Rechtsonder snijdt Lakshmana de neus van Surpanaka af terwijl Rama en Sita toekijken. Linksonder doodt Rama drie demonen. Rechtsboven jaagt Rama op het hert en Lakshmana komt naar hem toe. Linksboven lokt de bedelmonnik Sita uit de beschermende cirkel. Ca. 1775-1800

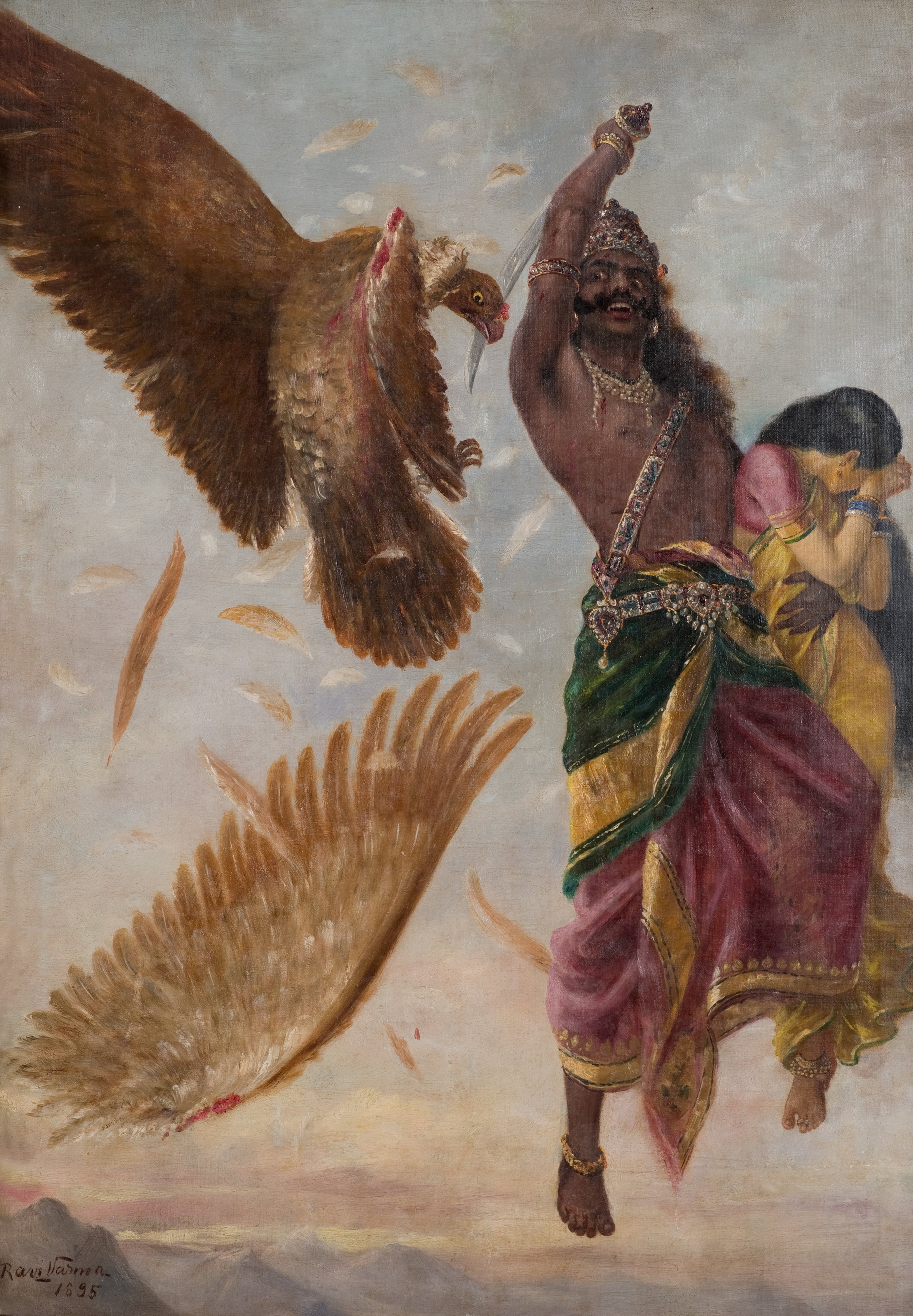
Ravana ontvoert Sita en verwondt Jathayu

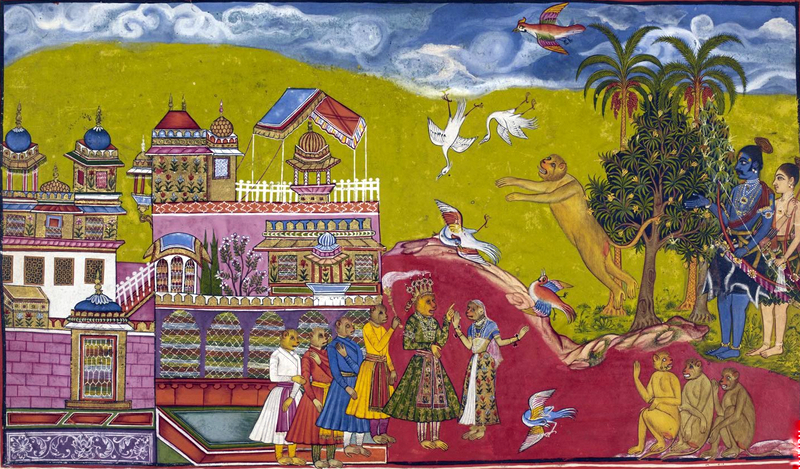
Ram ontmoet Sugriva, 17e eeuw

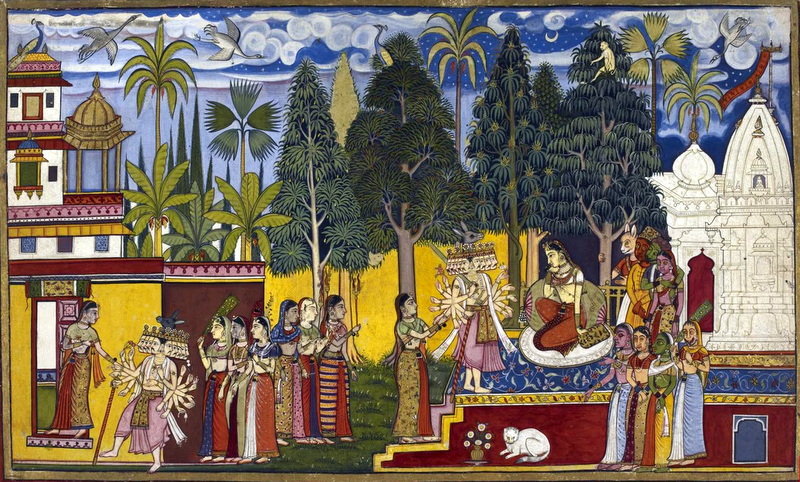
Hanuman vindt de ontvoerde Sita en gooit de ring van Ram in haar schoot, 16e eeuw

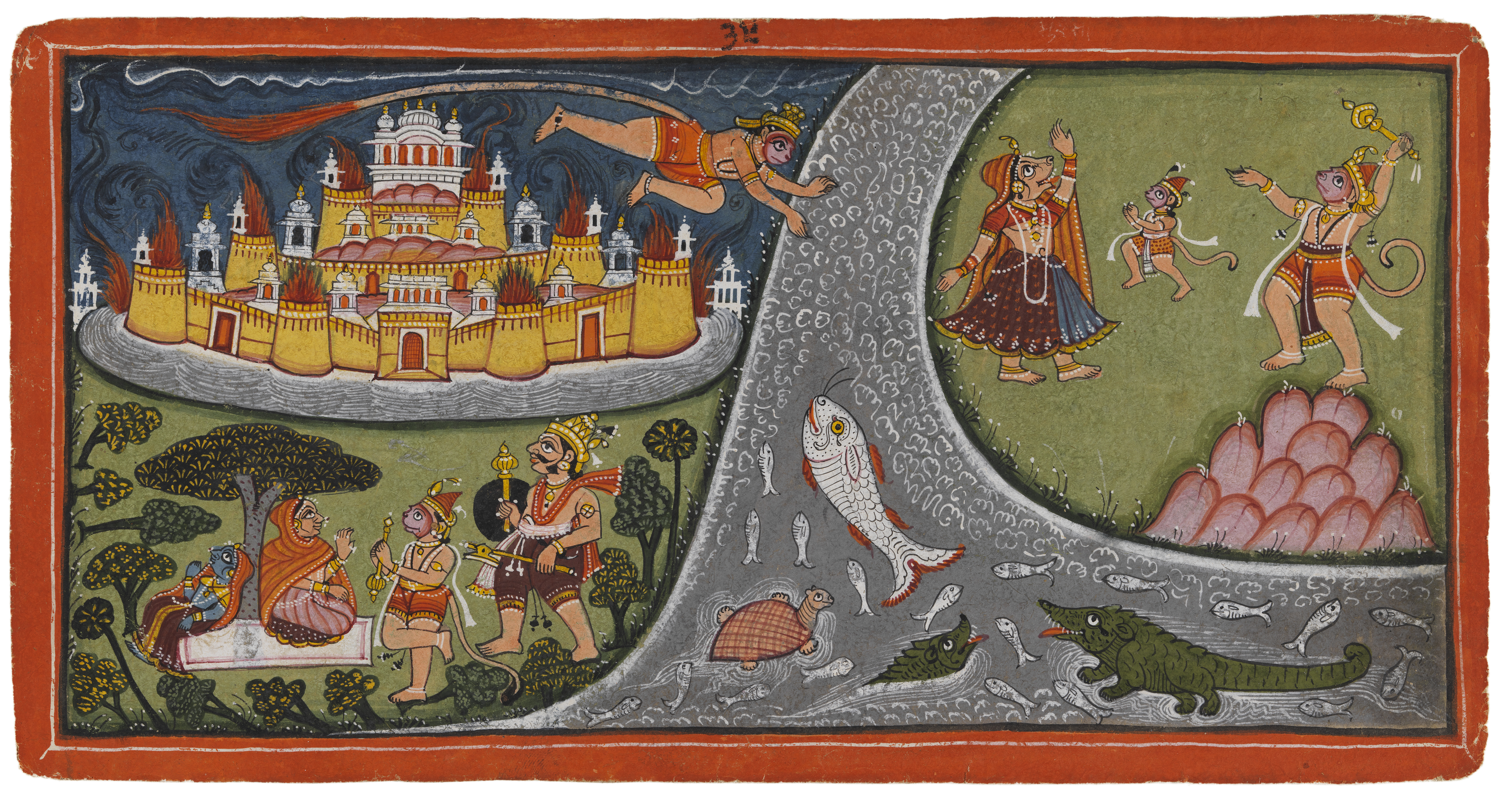
Hanuman steekt Lanka in brand met zijn staart, ca. 1775-1800

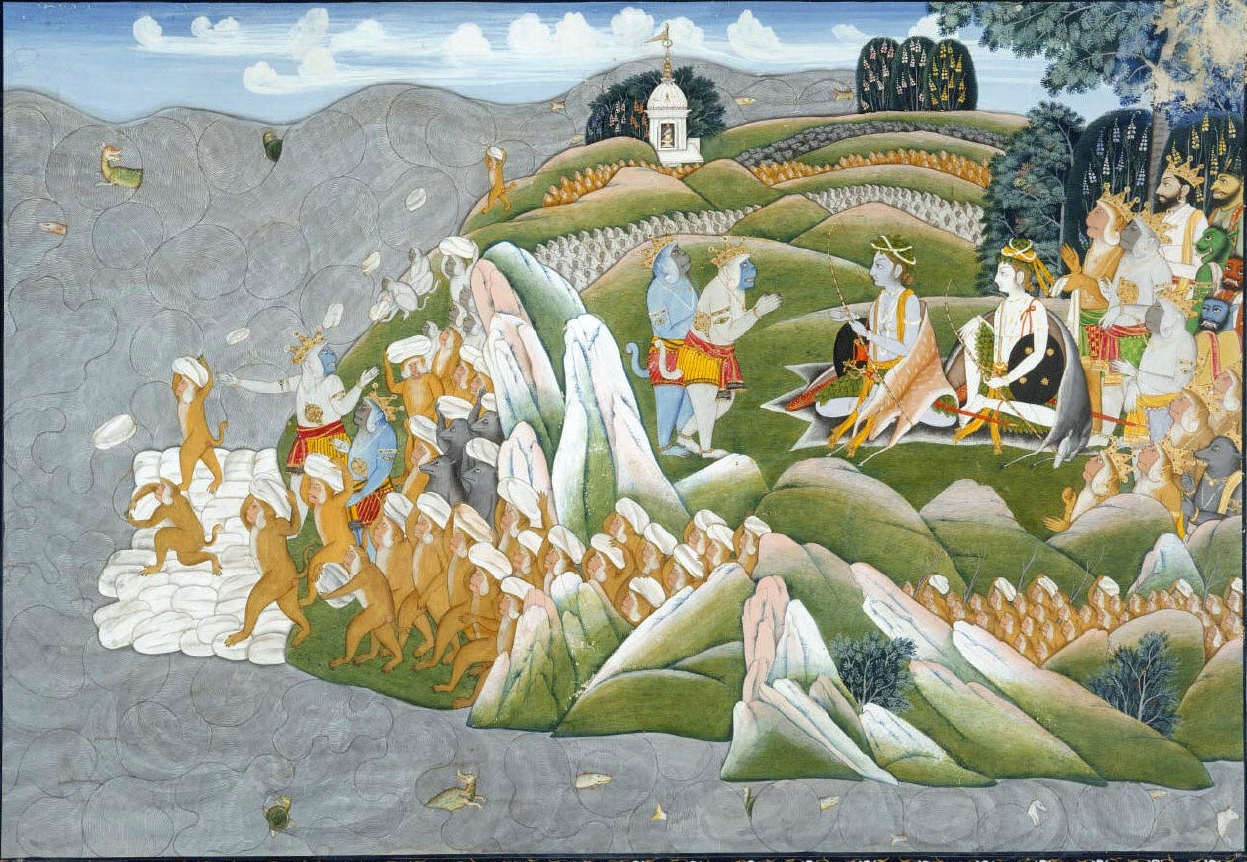
De apen en beren bouwen de brug naar Lanka, ca. 1850

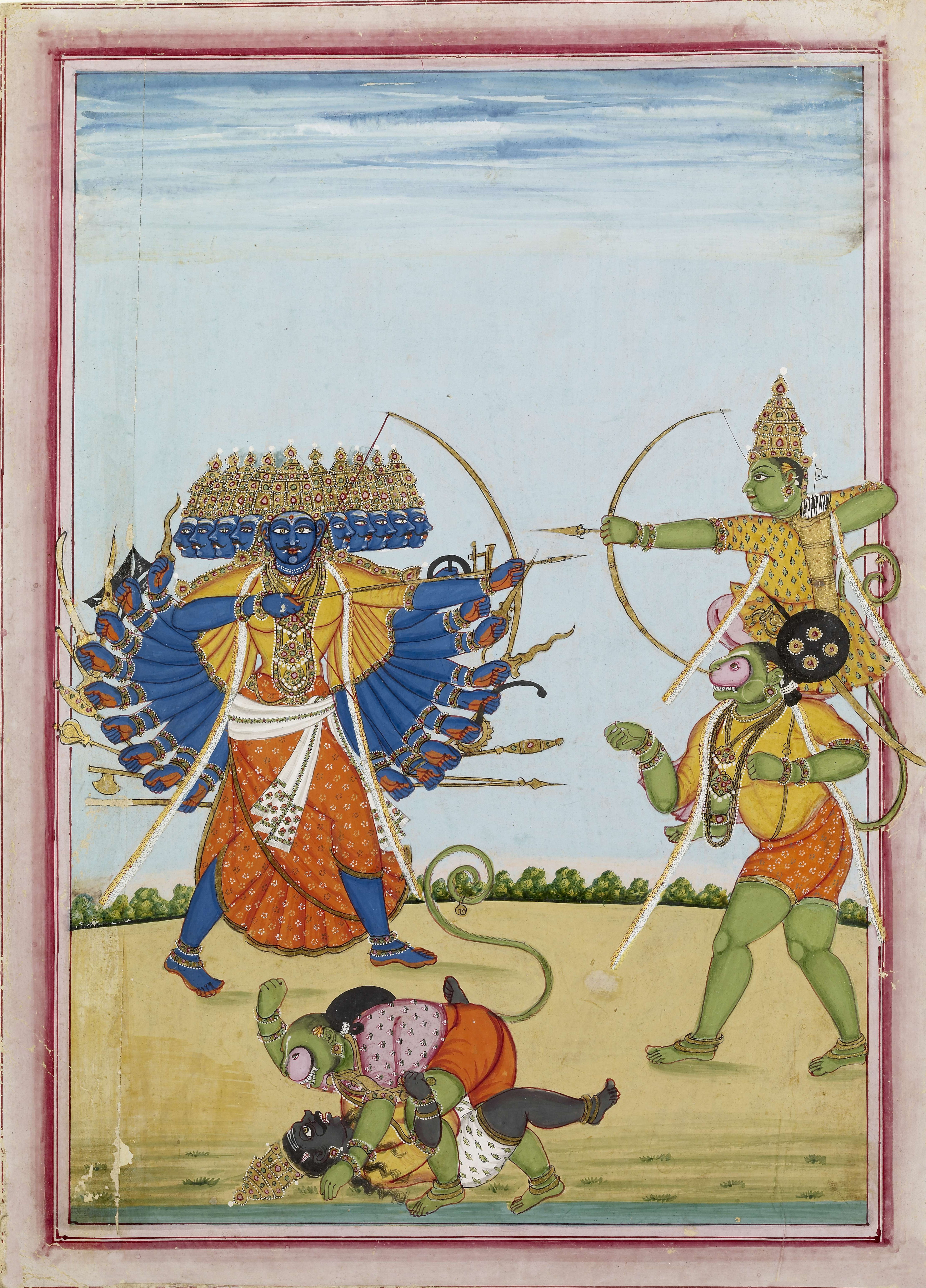
Ram en Hanuman vechten tegen Ravana, ca. 1820

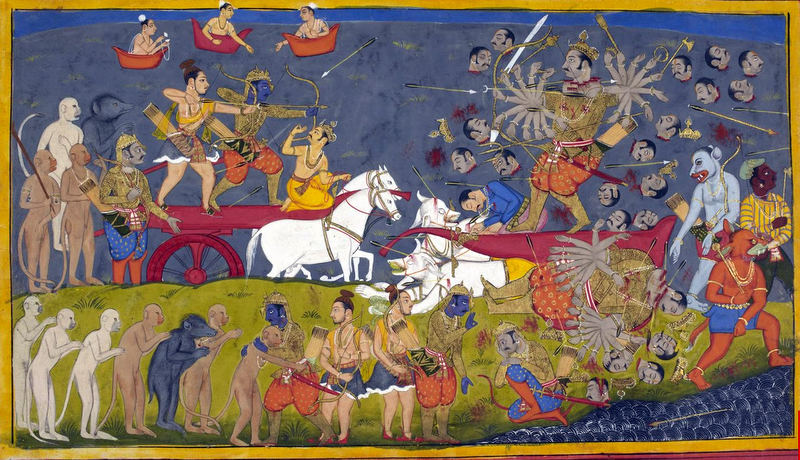
Ravana verliest zijn hoofden, 1652

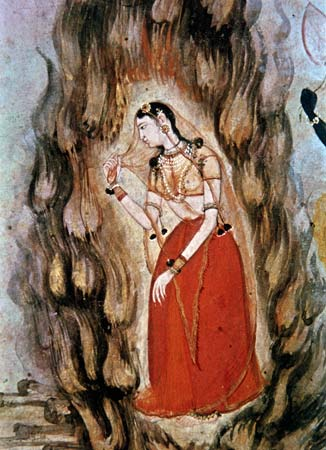
Sita doorstaat de vuurproef, ca. 1600

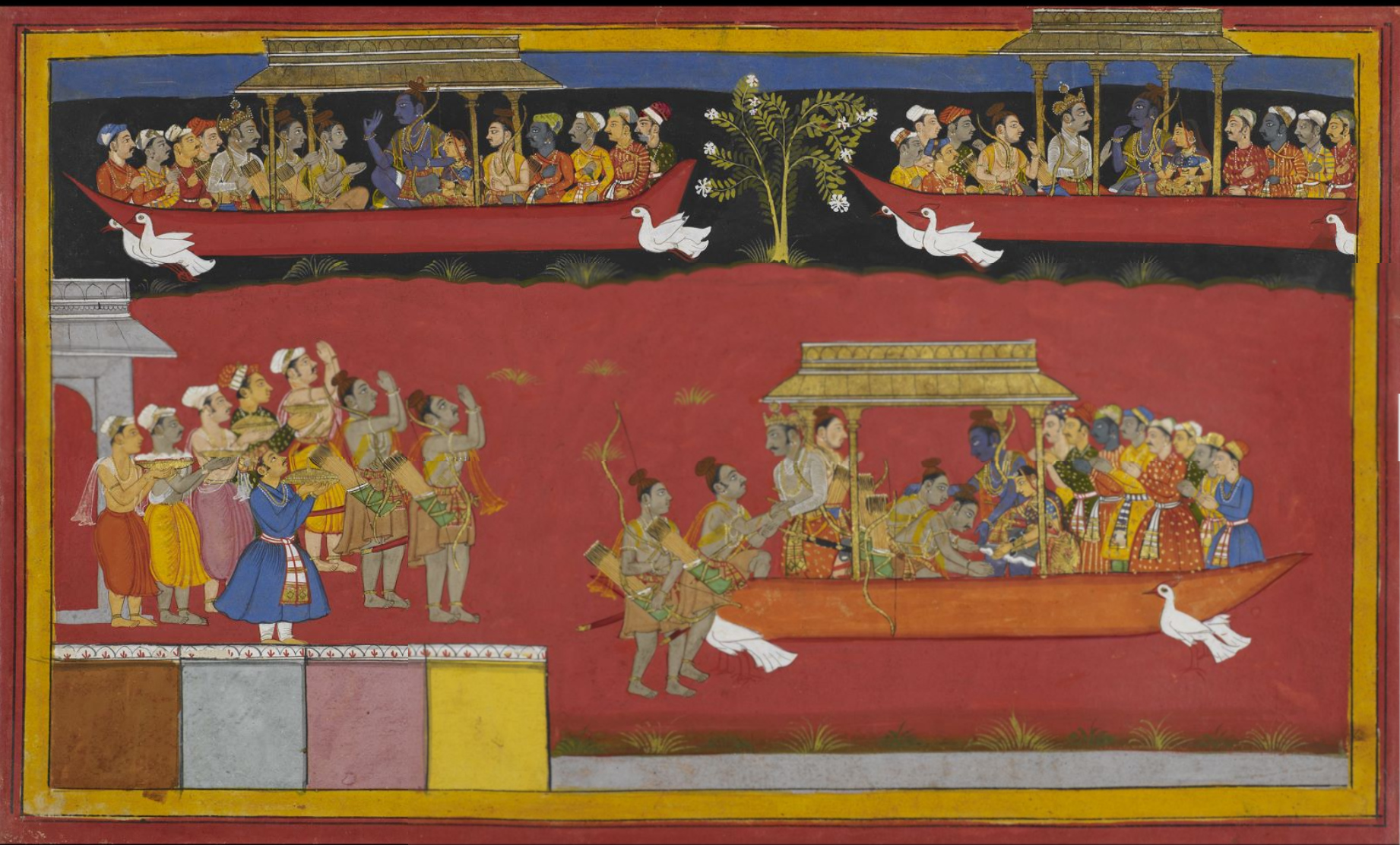
Het gezelschap van Ram (in vimāna) wordt verwelkomd in Ayodhya

Het verhaal van Ram is een verhaal neergeschreven in de Ramayana uit India.

## Het verhaal
Het koninkrijk Kosala ligt in het noorden van India en de rivier Saryu stroomt door dit rijk. De rivier mondt uit in de Ganges en de hoofdstad Avadh ligt aan de rivier. Koning Dasarath is een rechtvaardig vorst, hij heeft drie vrouwen, Kausalya, Kaikeyi en Sumitra, maar die schenken hem geen kind. De koning offert aan de goden en nodigt duizenden gasten uit.
De goden worden geteisterd door een kwaadaardige asura, Ravana met tien hoofden en twintig armen. Als beloning voor jaren van diepe meditatie en zelfkastijding  stond Brahma hem een wens toe. Hij wenste onoverwinnelijk te zijn voor alle wezens, behalve de mens en aap. Hij dacht van deze wezens niks te vrezen te hebben en begon de wereld te veroveren. De goden zijn bijeen en vragen Brahma om hulp. Brahma zegt dat Vishnoe kan helpen en deze god zal als vier zonen van Dasarath geboren worden. De andere goden zullen reïncarneren als apen en beren en geduldig wachten op de komst van Vishnu.
De opperpriester laat het grote offervuur aansteken en voedt het met spijzen, wierook en boter. Hij spreekt zijn mantra uit en de duizenden gasten luisteren naar zijn ritmische cadans. Een gedaante verschijnt in het vuur en Dasarath moet een kom nemen en de inhoud aan zijn vrouwen schenken. Hij verdeelt de pap en geeft de helft aan Kausalya en de andere helft verdeelt hij nogmaals. Hiervan geeft hij de helft aan Kaikeyi en de andere helft verdeelt hij nogmaals. Deze twee delen geeft hij aan Sumitra en zo verwekte Vishnu kinderen bij de drie vrouwen.
De vrouwen merken dat ze zwanger zijn en na negen maanden wordt Dasarath vader van vier zonen. Ram is de eerstgeborene, Kaikayi baart Bharat en Sumitra kreeg een tweeling, Lakshmana en Shatrugna. De koning geeft goud aan geestelijken en eten aan bedelaars, er wordt een volksfeest gevierd. De zon blijft een maand aan de hemel staan en vervolgt pas een maand later zijn baan om de aarde. De vier prinsen worden volwassen en de koning krijgt bezoek van de heilige Vishvamitra. De kluizenaar woont in het bos en zijn ascese wordt verstoord door twee asura's. Hij wil dat Ram met hem meegaat om hem van de asura's te verlossen.
De koning laat ook Lakshmana meegaan en de volgende dag zien de jongens twee gedrochten boven de bomen. Ram doodt de twee demonen met een pijl. Vishvamitra vertelt over koning Janak in de stad Videha. De koning vond een pasgeboren baby, het meisje wordt meegenomen en opgevoed als eigen dochter. Ze werd Sita genoemd en is huwbaar De koning bewaart de boog van de god Shiva in een ijzeren kist. Als beloning in een toernooi wordt de hand van Sita beloofd aan degene die de boog kan laten breken, maar niemand kan hem spannen. De koning zegt dat er een vloek over hem rust, Sita zal maagd blijven.
Vishvamitra stuurt Ram naar voren en het lijkt alsof de maan vanachter een donkere wolk verschijnt. Als Ram de boog pakt, lijkt het alsof hij een bliksemstraal vasthoudt. Met een knal van een donderslag breekt de boog en de twee helften vallen op de grond. Sita loopt naar Ram met een bloemenkrans en boodschappers gaan naar Dasarath met de uitnodiging voor het huwelijk. De trouwstoet staat gereed en Dasarath, Bharat en Shatrugna rijden voorop. Tienduizenden edelen en prinsen volgen en kostbare geschenken worden uitgewisseld in Videha. De vier broers moeten tegelijk trouwen en in het midden van de huwelijkstent brandt het heilige vuur. Sita en Ram lopen er zeven maal omheen en dan wrijft Ram rode poeder in de scheiding van Sita's haar. Lakshman en de zus van Sita volgen, Bharat en Shatrugna trouwen met de dochters van Janaks broer.
Na de ceremonie nemen de bruiden afscheid van hun familie. In Avadh wordt Ram als held binnengehaald, hij is de doder der demonen en heeft de boog van Shiva gebroken. Als de koning in een spiegel kijkt, ziet hij grijze haren. Hij wil Ram zijn opvolger maken terwijl hij nog in leven is en laat zijn ministers en priesters komen. Over twee weken zal hij afstand van de troon doen en de goden horen het nieuws, ze zijn bang dat hij het rijk niet meer zal verlaten om tegen Ravana te strijden. De goden gaan naar Saravati en vragen een plan om de kroning te verhinderen.
De koningin Kaikayi heeft een gebochelde dienares, Manthara. Sarasvati plant een kwaadaardig plan in haar brein en Manthara gaat naar Kaikeyi en zegt dat de koning het meest gesteld is op deze vrouw. Ze vertelt dat Kausalya jaloers is en ze heeft de koning opgedragen haar zoon als opvolger te benoemen. Als Ram koning is, zal hij Bharat in de gevangenis werpen en Kaikeyi zal een bediende zijn. Kaikeyi heeft de koning ooit gered en mag nog altijd twee wensen doen, Manthara zegt dat ze Bharat als troonopvolger moet laten benoemen en Rama voor veertien jaar moet laten verbannen in het bos. Dasarath hoort de wensen en stemt droevig toe.
Sita wil niet alleen blijven en volgt Ram, ook Lakshmana volgt hem. Dasarath is gebroken bij het afscheid en laat zijn ministers bij de rivier nogmaals vragen terug te keren. Ram blijft bij zijn besluit, de belofte van zijn vader mag niet gebroken worden. Een veerman brengt het drietal naar de overkant van de rivier en ze trekken van bedevaartplaats naar bedevaartplaats. Ze bezoeken kluizen van asceten en ze vestigen zich op Chitrakoot, een heuvel in de dichte bossen.
Dasherah sterft van verdriet in Avadh en Bharat komt snel naar zijn vader, hij hoort wat zijn moeder heeft gedaan. De koning wordt gecremeerd en er volgt een rouwperiode van tien dagen. Bharat wil niet gekroond worden en zal Ram zoeken. Shatrugna en de drie koninginnen en inwoners van Avadh reizen mee. Ze komen in Chitrakoot en Bharat wil Ram kronen, Shatrugna en Bharat zullen veertien jaar in het bos blijven. Ram weigert en geeft zijn sandalen mee, Bharat moet de sandalen op de troon leggen.
Nu de mensen weten waar ze zijn, besluit Ram een andere plek te zoeken. Ze gaan zuidwaarts naar de rivier Godavari en betrekken Pancavati. Op een dag komt Surpanaka in de buurt en ze ziet de knappe broers. Ze verandert in een mooi jong meisje en spreekt Ram aan. Ram zegt getrouwd te zijn, misschien heeft zijn broer interesse. Lakshmana wimpelt de avances af en stuurt de vrouw terug naar Ram. Ze is beledigd en neemt haar ware gedaante aan, waarna Lakshmana haar neus en oren afhakt. Ze vlucht naar haar broer Ravana en de demonenkoning wil wraak.
Sita ziet een hert en vraagt Ram om het te schieten, Ram laat Lakshmana op Sita passen en gaat achter het hert aan. Hij schiet het hert en dit verandert in een demon. Ram snapt dat hij in de val gelopen is. De kreet van de demon wordt door Sita gehoord en ze denkt dat Ram hulp nodig is. Ze stuurt Lakshmana achter hem aan en al snel komt Ravana als bedelmonnik. Sita laat hem binnen en Ravana sleurt haar de deur uit en vliegt omhoog. Een gier wil Sita redden, maar Ravana raakt hem met een pijl en het dier valt gewond op de aarde. Ram en Lakshmana vinden elkaar en gaan terug naar de hut en de gier vertelt dat Ravana ontvoerd heeft, waarna het dier sterft.
De broers zoeken naar Sita en gaan zuidwaarts, het is lente en Ram denkt aan Sita. Ze zien een berg en een aap spreekt het tweetal aan, ze vertellen op zoek te zijn naar Sita. De aap maakt een knieval voor Ram en zegt zijn dienaar Hanuman te zijn, de eerste minister van Sugriva de apenkoning. Ram en Lakshmana worden naar de koning gebracht boven op de berg en de apenkoning vertelt dat hij door zijn broer uit het paleis verdreven is. Ram belooft deze broer te doden en Sugriva verschijnt, waarna Sugriva hem herkent. Ram schiet de broer dood en Sugriva keert terug in het paleis. Apen onder leiding van Hanuman zoeken Sita. Ram geeft een ring aan Hanuman als gift voor Sita.
Na weken horen de apen van een gier dat Sita in Lanka verblijft. Hanuman gaat alleen en springt naar het eiland. Hij komt in de stad en vindt Sita die treurt onder een boom. Sita herkent de ring en haar angst gaat over in blijdschap. Hanuman krijgt honger en eet van de fruitbomen, de bewakers zien de aap en hij wordt voor Ravana gebracht. Ravana wil hem laten doden, maar de broer van Ravana wil de staart in brand steken. Er worden katoenen doeken om Hanumans staart gebonden en al snel brandt hij als een fakkel. Hanuman rukt zich los en ontsnapt, waarna al snel heel Lanka in brand staat. Hanuman springt in zee en zwemt naar het vasteland. Sugriva verzamelt een strijdmacht van apen en beren en ze bouwen een brug van rotsen en boomstammen.
De volgende dag begint de belegering en de strijd duurt dagenlang. Op de vierde dag zijn alle demonen dood, alleen Ravana is nog in leven. Ram schiet pijlen, maar de hoofden van Ravana groeien meteen terug. Dan schiet Ram twintig pijlen af en de hoofden en armen breken af. Met een laatste pijl klieft hij het lichaam in tweeën en Ravana is dood. De goden jubelen in de hemel en er daalt een regen van bloemen neer. Ram stuurt Hanuman om Sita te halen en zegt dan dat ze nooit weer samen kunnen zijn. Sita heeft te lang in het huis van een onbekende verbleven en Sita vraagt zich af of het haar fout is dat ze is ontvoerd.
Sita laat Lakshmana een brandstapel bouwen en stapt in het vuur. De vlammen raken haar niet, Brahma tilt haar op en zet haar voor Ram. De vuurproef is doorstaan en niemand kan zeggen dat Sita ontrouw was. Ram omhelst Sita en het gezelschap vertrekt in Vimāna dat aan Ravana had toebehoord. Ze vliegen richting Avadh en dalen aan de oever van de Ganges.
Hanuman gaat met een boodschap voor Bharat vooruit en de bevolking verwelkomt het gezelschap. Bharat, Shatrugna en de drie koninginnen staan voorop en zien Vimāna. Als het is geland, stapt Ram als eerste uit en loopt naar Bharat. Bharat valt aan de voeten van Ram en beide mannen omhelzen elkaar. Ram zal tot koning gekroond worden, de gelukkige heerschappij staat op het punt van beginnen.

## Achtergronden
- Het leven van Ram wordt beschreven in de Ramcaritamanasa van de zeventiende-eeuwse dichter Tulsidas, het is een bewerking in de spreektaal van die tijd van het Sanskriet-epos Ramayana.
- Zie ook De ontvoering van Sita, Yoga Vasishtha en Ramlila.

## Afbeeldingen

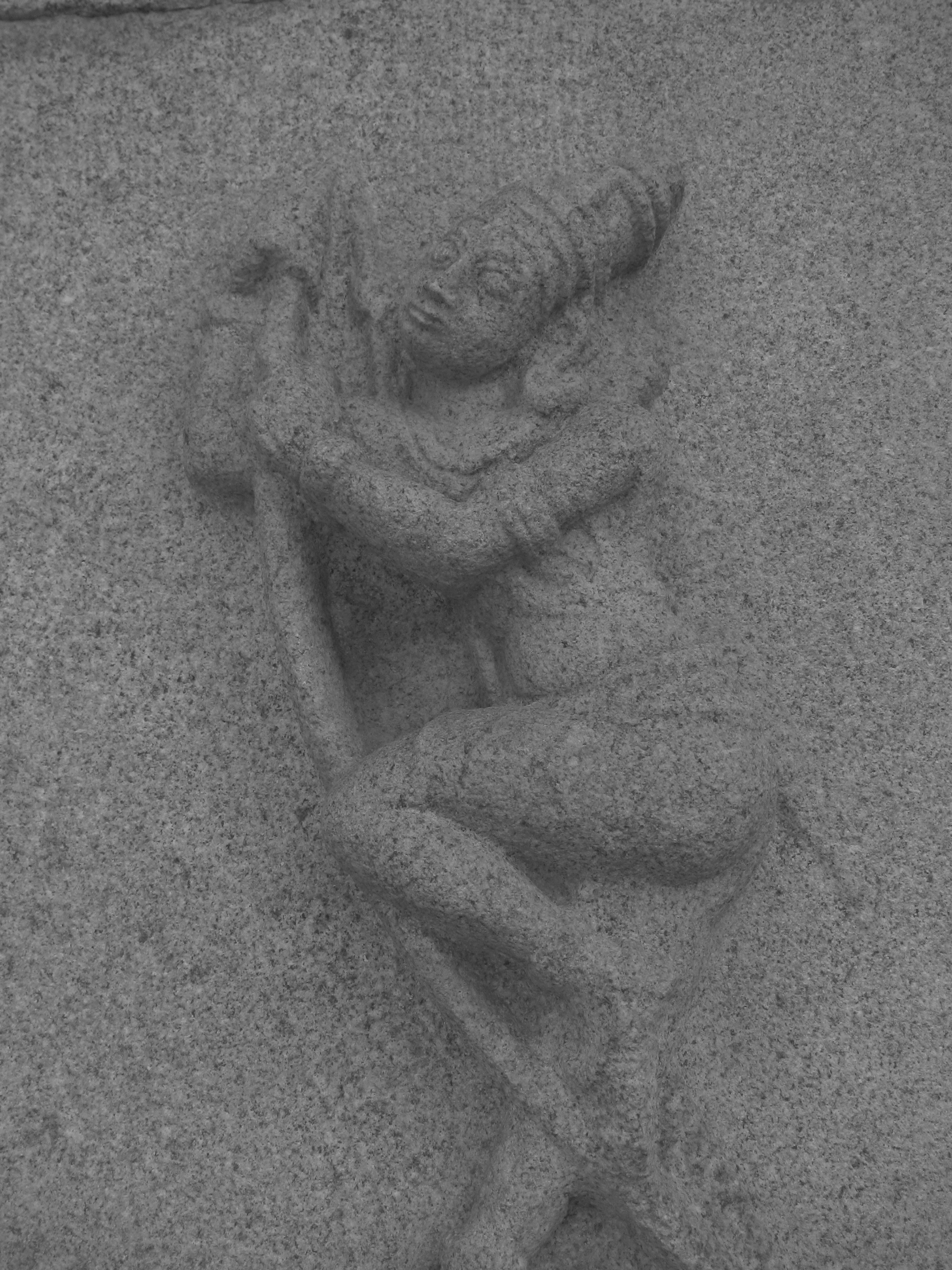
Ram breekt de boog van Shiva en wint zo Sita als bruid
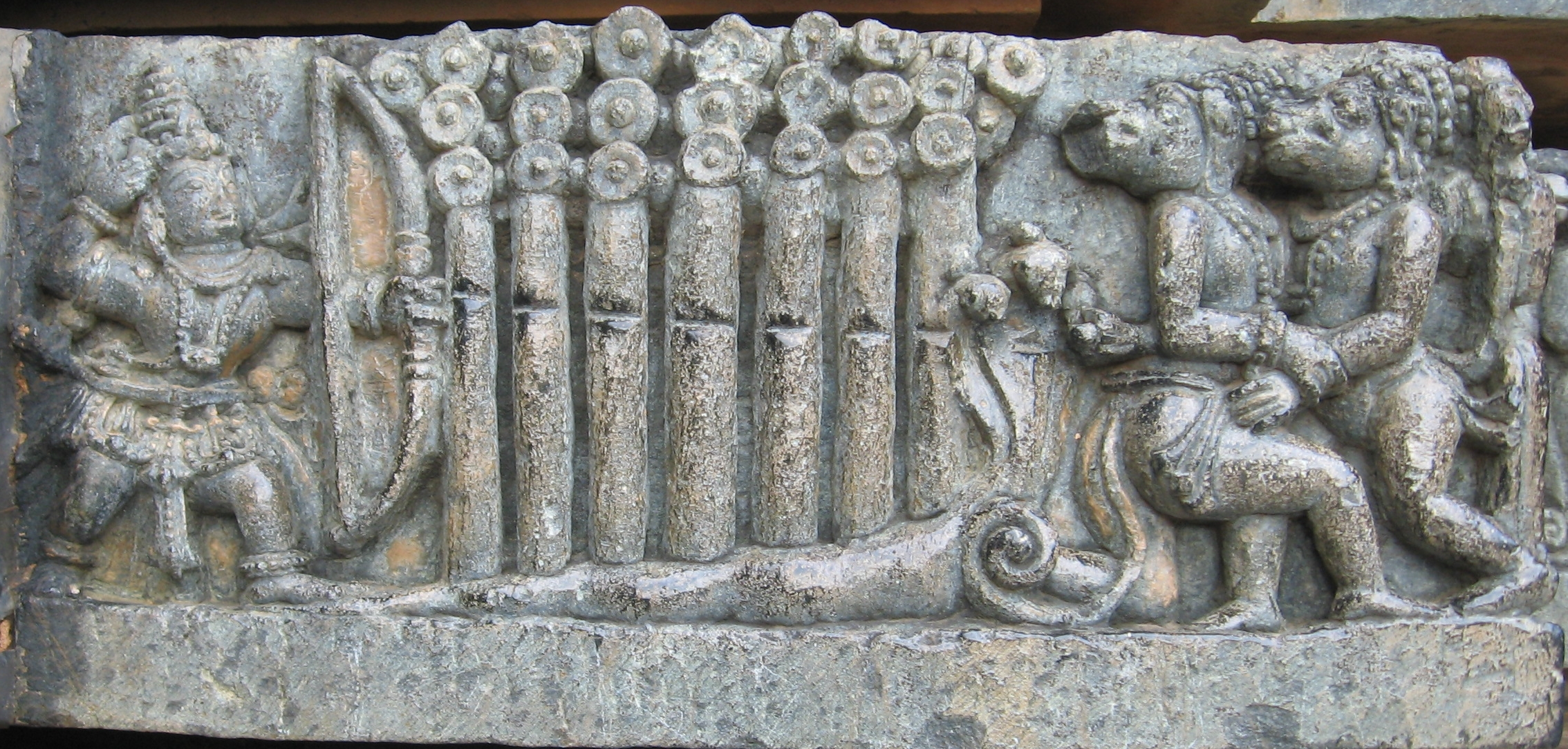
Ram doodt Valli, de broer van de apenkoning Hanuman
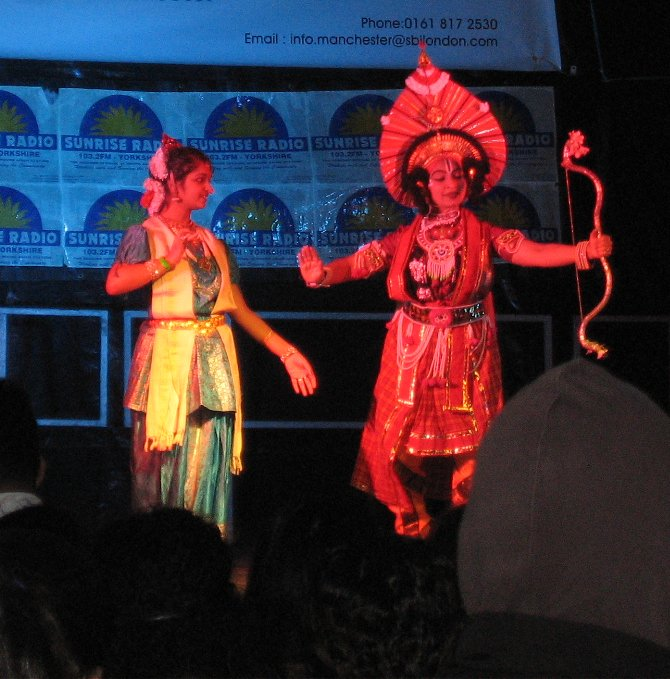
Ram en Sita eindelijk samen